# Glaire (Ardenes)
Glaire és un municipi francès situat al departament de les Ardenes i a la regió del Gran Est. L'any 2007 tenia 909 habitants.

## Demografia

### Població
El 2007 la població de fet de Glaire era de 909 persones. Hi havia 329 famílies de les quals 74 eren unipersonals (35 homes vivint sols i 39 dones vivint soles), 120 parelles sense fills, 123 parelles amb fills i 12 famílies monoparentals amb fills.
La població ha evolucionat segons el següent gràfic:
Habitants censats

### Habitatges
El 2007 hi havia 345 habitatges, 330 eren l'habitatge principal de la família, 2 eren segones residències i 14 estaven desocupats. 304 eren cases i 39 eren apartaments. Dels 330 habitatges principals, 284 estaven ocupats pels seus propietaris, 39 estaven llogats i ocupats pels llogaters i 7 estaven cedits a títol gratuït; 1 tenia una cambra, 12 en tenien dues, 24 en tenien tres, 100 en tenien quatre i 193 en tenien cinc o més. 259 habitatges disposaven pel capbaix d'una plaça de pàrquing. A 148 habitatges hi havia un automòbil i a 162 n'hi havia dos o més.

### Piràmide de població
La piràmide de població per edats i sexe el 2009 era:
| Homes | Edats   | Dones |
| ----- | ------- | ----- |
| 0     | 95 o +  | 8     |
| 0     | 90 a 94 | 32    |
| 0     | 85 a 89 | 16    |
| 4     | 80 a 84 | 28    |
| 16    | 75 a 79 | 16    |
| 20    | 70 a 74 | 24    |
| 16    | 65 a 69 | 24    |
| 12    | 60 a 64 | 4     |
| 28    | 55 a 59 | 24    |
| 40    | 50 a 54 | 28    |
| 32    | 45 a 49 | 48    |
| 40    | 40 a 44 | 24    |
| 40    | 35 a 39 | 36    |
| 20    | 30 a 34 | 24    |
| 24    | 25 a 29 | 24    |
| 32    | 20 a 24 | 24    |
| 36    | 15 a 19 | 36    |
| 32    | 10 a 14 | 16    |
| 16    | 5 a 9   | 32    |
| 12    | 0 a 4   | 8     |

## Economia
El 2007 la població en edat de treballar era de 552 persones, 375 eren actives i 177 eren inactives. De les 375 persones actives 340 estaven ocupades (184 homes i 156 dones) i 34 estaven aturades (13 homes i 21 dones). De les 177 persones inactives 78 estaven jubilades, 45 estaven estudiant i 54 estaven classificades com a «altres inactius».

### Ingressos
El 2009 a Glaire hi havia 351 unitats fiscals que integraven 881,5 persones, la mediana anual d'ingressos fiscals per persona era de 17.899 €.

### Activitats econòmiques
Dels 49 establiments que hi havia el 2007, 1 era d'una empresa extractiva, 1 d'una empresa alimentària, 11 d'empreses de fabricació d'altres productes industrials, 11 d'empreses de construcció, 7 d'empreses de comerç i reparació d'automòbils, 4 d'empreses de transport, 1 d'una empresa d'hostatgeria i restauració, 3 d'empreses financeres, 4 d'empreses de serveis, 4 d'entitats de l'administració pública i 2 d'empreses classificades com a «altres activitats de serveis».
Dels 10 establiments de servei als particulars que hi havia el 2009, 3 eren paletes, 2 guixaires pintors, 2 fusteries, 1 electricista, 1 empresa de construcció i 1 perruqueria.
L'any 2000 a Glaire hi havia 5 explotacions agrícoles.

## Equipaments sanitaris i escolars
El 2009 hi havia 2 escoles elementals.

## Poblacions més properes
El següent diagrama mostra les poblacions més properes.